# رگینا دوبوویتسکایا
رگینا دوبوویتسکایا (ارمنی: Ռեգինա Դուբովիցկայա؛ روسی: Реги́на И́горевна Дубови́цкая؛ زادهٔ ۳۰ دسامبر ۱۹۴۸) مجری تلویزیونی، روزنامه‌نگار، مجری رادیو، ویراستار ارمنی‌تبار اهل روسیه است. در دهه ۱۹۷۰ با برنامه رادیویی صبح بخیر و در دهه ۱۹۸۰ با برنامه تلویزیونی Full House همکاری می‌نمود.

## زندگی‌نامه
وی در ۳۰ دسامبر ۱۹۴۸ ‏در شادرینسک از والینی به نام‌های ایگور دوبوویتسکی و نینا ژاماکوچیان به دنیا آمد و از انستیتو زبان‌‌های خارجی پیاتیگورسک فارغ‌التحصیل گشت. 